# Pieve di San Zaccaria
La pieve di San Zaccaria è un edificio religioso nella valle Ardivestra (tributaria di destra della valle Stàffora) situato nei territori del comune di Rocca Susella.

## Storia
Costruita probabilmente nella prima metà del XII secolo dai maestri comacini, la prima testimonianza storica contenente informazioni di carattere descrittivo sulla pieve di San Zaccaria risale al 1561.
Da questa, come Capo-Pieve, dipesero fino al 1700 le parrocchie di Sant'Eusebio, Montesegale, Sanguignano, San Giovanni di Piumesana, Groppo, Susella e Godiasco.
Nel 1820 fu ridotta a semplice parrocchia. La maggior parte dell'edificio fu in seguito sconsacrata ed utilizzata per scopi agricoli.

## Struttura architettonica
San Zaccaria è una chiesa orientata, con tre navate scandite da pilastri di varia sezione. In questo corpo s'innestano due absidi, una minore al termine della navata settentrionale ed una maggiore a conclusione della navata centrale. 
L'arcata trionfale è moderna. All'interno il coro è coperto da una volta a botte. Una parte della navata meridionale è stata ricostruita nel XX secolo, dopo l'abbattimento della casa parrocchiale, ed è coperta da un tetto. Qui una scala con gradini in pietra consente di scendere ad un locale sottostante, con volte in pietra piuttosto irregolari. Probabilmente si trattava della cantina della casa parrocchiale, databile alla fine del XVI secolo.
La facciata e la controfacciata sono caratterizzate da una muratura listata che alterna fasce in arenaria e in laterizi, mentre tutto il resto è in pietra.
Lesene verticali e cordoni in arenaria dividono la facciata in cinque scomparti; a partire dall'alto si possono osservare due oculi con profili in arenaria fortemente strombati, una bifora inclusa in un rincasso quadrangolare e poggiante su una coppia di pilastrini, ed il portale; la sommità della facciata è andata distrutta. La lunetta è oggi priva di decorazione, ma sembra che intorno al 1900 il pittore vogherese Edoardo Cerutti vi dipinse a finto mosaico una scena della vita di San Zaccaria.
Dopo essere rimasta per molto tempo con un profilo a capanna, la facciata è stata trasformata secondo un prospetto a salienti, probabilmente sulla base di tracce riscontrate nella muratura.

## Sculture
I materiali arenacei usati in San Zaccaria, provenienti da cave dell'Oltrepò Pavese, sebbene molto adatti alla scultura, sono particolarmente soggetti al deterioramento a causa degli agenti atmosferici.
L'interno conserva ancora alcuni capitelli romanici. Ai lati del presbiterio ci sono due capitelli scolpiti di sezione complessa, che sporgono molto rispetto agli archi sovrastanti e sorretti da semipilastri a fascio. Tutti i pezzi sono impostati su un collarino torico e sono costituiti da un abaco decorato con motivi a treccia o a palmetta e da un corpo figurato. Questo tipo di struttura viene ripreso anche nelle chiese romaniche di Pavia.
La scena sul capitello meridionale riguarda l'ambito iconografico del destino ultraterreno dell'anima del Buono, che viene definita come tale attraverso la pesatura e quindi strappata al demonio da figure angeliche, solitamente l'arcangelo Michele. In questo capitello la figura simboleggiante l'anima viene afferrata da un personaggio di dimensioni maggiori, che per l'aureola e le grandi ali si identifica come angelo. Un essere alato di dimensioni minori trattiene invece l'anima per un piede; questa figura non ha l'aureola, ha ventre accentuato e costole in evidenza, e la presenza di un serpente attorcigliato accanto ad essa riconduce all'iconografia del demonio.
La scena è quindi quella che in arte è definita Contesa dell'anima. Dal punto di vista compositivo, lo scultore ha cercato di riempire tutto lo spazio disponibile. 
Il pilastrino settentrionale è in parte perduto; vi si leggono solamente alcuni motivi a intreccio. Sul suo capitello è invece scolpita una scena di lotta con animali e uomini. Il combattimento si svolge senza continuità su tutte le facce del capitello.
Nella pieve il rilievo è più marcato e allo stesso tempo più fluido nei capitellini del chiostro e delle bifore.
All'esterno si possono ancora vedere dei capitellini a foglie stilizzate.